# Maralúcia
Maralúcia é um distrito do município brasileiro de Medianeira, no estado do Paraná.